# Охота за убийцей
«Охота за убийцей» (англ. Manhunt) — американский мини-сериал, созданный шоураннером Моникой Белецки. Представляет собой историко-фантастический триллер о поисках Эдвином Стэнтоном Джона Уилкса Бута после убийства Авраама Линкольна, основанный на романе Джеймса Л. Свонсона «Manhunt: The 12-Day Chase for Lincoln’s Killer». Тобиас Мензис исполнил роль Стэнтона. Премьера состоялась 15 марта 2024 года на стриминговом сервисе Apple TV+.

## Сюжет
После убийства Авраама Линкольна его военный секретарь и друг Эдвин Стэнтон начинает охоту за Джоном Уилксом Бутом, которая сводит его с ума.

## В ролях
- Тобиас Мензис — Эдвин Стэнтон
- Энтони Бойл — Джон Уилкс Бут
- Лови Симон — Мэри Симмс
- Мэтт Уолш — Сэмюэль Мадд
- Брэндон Флинн — Эдвин Стэнтон мл.
- Бетти Гэбриэл — Элизабет Кекли
- Уилл Харрисон — Дэвид Герольд
- Хэмиш Линклейтер — Авраам Линкольн
- Дэмиан О’Хара — Томас Эккерт
- Пэттон Освальт — Лафайет Бейкер
- Лили Тейлор — Мэри Тодд Линкольн
- Тимоти Д. Зигмунд — Джебидия Дигглер
- Энн Дудек — Эллен Стэнтон.

## Производство
В январе 2022 года стало известно о начале работы над экранизацией книги Джеймса Л. Свонсона «Manhunt: The 12-Day Chase for Lincoln’s Killer». Шоураннером и автором сценария сериала выступила Моника Белецки, для которой этот проект станет первым по её соглашению с компанией Apple. Карл Франклин стал режиссёром. В следующем месяце Энтони Бойл и Лови Симон вошли в актёрский состав, причем Бойл получил роль Джона Уилкса Бута. Мэтт Уолш был выбран на роль Сэмюэля Мадда в марте. Дополнительный кастинг был объявлен в мае.
Пре-продакшн сериала начался в Саванне в феврале 2022 года, съёмки начались в мае и должны были закончиться к октябрю. Съёмки убийства в театре Форда начались на площадке исторического театра в Филадельфии в июне 2022 года. Премьера состоялась в марте 2024 года.